# Vitello tonnato
Il vitello tonnato (vitel tonnè o vitel tonnà in piemontese) è un piatto tipico della cucina italiana. Può essere servito sia come antipasto che come secondo.

## Origine
L'origine di questo piatto è rivendicata dal Piemonte, dalla Lombardia, dal Veneto e dall'Emilia. Nessun documento chiarisce la provenienza. 
Le prime menzioni del piatto nella sua composizione originaria si hanno dal Settecento. All'inizio la ricetta non prevedeva la presenza del tonno; presumibilmente l'aggettivo "tonnato" stava a significare cucinato alla maniera del tonno. Nel ricettario francese del 1836 Dictionnaire de cuisine et d'économie ménagère di M. Burnet viene illustrata la "Maniera per donare al vitello l'aspetto del tonno marinato" (Maniére de donner au veau l'apparence du thon marineé). Altri ricettari di metà Ottocento presentano ricette come la noce di vitello alla tonno, il vitello tonnato marmorizzato o il vitello ad uso tonno in cui non è presente il tonno, ma la carne viene preparata per farlo sembrare tale, anche nel gusto.
Il tonno compare nella seconda metà del XIX secolo, quando Dubini pubblica ne La cucina degli stomachi deboli (1862) tre varianti del vitello tonnato, di cui una sola prevede l'uso di  tonno e acciughe. Nel 1891 Pellegrino Artusi ripropone la ricetta ne La scienza in cucina e l'arte di mangiar bene.
La ricetta moderna, che prevede l'uso della maionese aromatizzata al tonno, inizia a diffondersi solo dal 1950 in seguito all'uscita de Il cucchiaio d'argento. Anna Gosetti della Salda, ne Le ricette regionali italiane del 1967, lo classifica come ricetta lombarda che prevede "abbondante maionese".
È anche, insieme al lechón, uno dei principali piatti di Natale dell'Argentina.

## Caratteristiche
È preparato con uno specifico taglio di carne (il girello di fassone) marinato nel vino bianco secco e aromi (carota, sedano, cipolla, alloro) per almeno mezza giornata, poi bollito in acqua con tutta la marinata. Il piatto è servito freddo avendo tagliato a fettine sottili il girello e avendole disposte nel piatto completamente ricoperte con una salsa a base di tonno sott'olio (salsa tonnata).
Oltre alla più diffusa versione fredda, era un tempo molto diffusa, specie in Lombardia, la versione calda, che prevedeva il taglio di carne arrostito e servito con la salsa addensata con farina e limone.

### Salsa tonnata
La salsa è preparata frullando il tuorlo delle uova sode con capperi, talvolta acciughe sotto sale, olio extravergine d'oliva, vino bianco, qualche goccia di succo di limone, sale e pepe. Il tonno può essere aggiunto e frullato insieme o aggiunto alla fine senza frullarlo per avere una presenza più evidente.
Per semplicità di preparazione spesso si utilizza la maionese fatta in casa, con tonno, capperi e aromi.